# Mayenne angevine

Localisation de la Mayenne angevine au Nord de l'Anjou.

La Mayenne angevine est la partie du département de la Mayenne qui faisait partie de l'Anjou avant 1790. Le reste du département faisait quant à lui partie du Maine. La Mayenne angevine correspond à environ un tiers du territoire mayennais, et elle occupe sa partie la plus méridionale, le long de la limite avec le Maine-et-Loire. 
Ce territoire fait partie du Haut-Anjou et il est constitué de deux pays traditionnels : le Pays de Château-Gontier et le Pays de Craon, appelé le « Craonnais ».
La Sarthe, tout comme la Mayenne, a été principalement formée de paroisses issues du Maine. Cependant, la bordure sud du département faisait aussi partie de l'Anjou. Cette région, qui prolonge la Mayenne angevine vers l'est, est appelée le « Maine angevin ».

## Histoire
Lors de la création des départements français en 1790, le département de la Mayenne est constitué d'une partie de la province du Maine (autour de Laval et du nord du département) et d'une partie de l'Anjou, pour la partie sud du département.
Ce territoire angevin situé en Mayenne correspond pour l'essentiel à l'ancienne sénéchaussée de Château-Gontier et au pays de Craon dépendant de la sénéchaussée d'Angers.
La Mayenne angevine possède un grand nombre de traits culturels propres à l'Anjou, notamment en ce qui concerne l'architecture et les paysages. Une certaine unité existait toutefois entre la Mayenne angevine et le reste du département. En effet, la culture et le tissage du lin étaient les deux grandes activités de la région. C'est d'ailleurs la limite méridionale de culture du lin qui a servi de repère pour tracer la limite entre la Mayenne et le Maine-et-Loire en 1870p. 19.

## Géographie

### Communes de la Mayenne angevine

Sénéchaussées de l'Anjou au XVIIIe siècle.

La Mayenne angevine correspond approximativement à l'arrondissement de Château-Gontier. Elle comprend trois cantons : Château-Gontier, Cossé-le-Vivien et Azé. La région compte enfin une soixantaine de communes ainsi qu'une sous-préfecture : Château-Gontier.
Les limites entre les provinces d'Ancien Régime peuvent varier selon les époques et les critères d'approche. Ainsi, les limites du diocèse du Mans ne correspondaient pas à celles de la province du Maine, et les pays d'élection, c'est-à-dire les circonscriptions fiscales, pouvaient chevaucher deux provinces. Les limites de la Mayenne angevine peuvent donc fluctuer selon les points de vue.

#### Arrondissement de Laval
Les communes dont l'appartenance à la Mayenne angevine est la plus difficile à établir sont celles de l'arrondissement de Laval : Entrammes, Nuillé-sur-Vicoin et Maisoncelles-du-Maine.
En effet, Nuillé-sur-Vicoin faisait partie de l'Anjou et du diocèse d'Angers, mais du pays d'élection de Laval, et Entrammes et Maisoncelles-du-Maine faisaient partie de l'Anjou, du pays d'élection de Laval et du diocèse du Mans. Le nom de cette dernière commune peut porter à confusion, mais le locatif « du Maine » n'a été ajouté qu'en 1919, soit bien après la disparition des provinces.

#### Arrondissement de Château-Gontier

Les communes de la Mayenne angevine.

- Communes de l'ancienne province d'Anjou situées dans l'arrondissement de Château-Gontier (et correspondant à l'ancienne sénéchaussée de Château-Gontier et au pays de Craon) :

Ampoigné, Athée, Azé, Ballots, Bazouges, Bierné-les-Villages, La Boissière, Bouchamps-lès-Craon, Bourg Philippe, Brains-sur-les-Marches, La Chapelle-Craonnaise, Château-Gontier, Châtelain, Chemazé, Chérancé,Congrier, Cosmes, Cossé-le-Vivien, Coudray, Craon, Cuillé,
Daon, Denazé, Fontaine-Couverte, Froid-Font, Fromentières,Gastines,Gennes-sur-Glaize, Grez-en-Bouère, Houssay, Laigné, Laubrières, Livré, Loigné-sur-Mayenne, Longuefuye, Marigné-Peuton, Mée, Méral, Ménil, Niafles, Origné, Peuton, Pommerieux, Quelaines,
Renazé, La Rouaudière, La Roë, Ruillé, Saint-Aignan-sur-Roë, Saint-Denis-d'Anjou, Saint-Erblon, Saint-Fort, Saint-Gault, Saint-Germain-de-l'Homel, Saint-Martin-Villenglose, Saint-Martin-du-Limet, Saint-Michel-de-la-Roë, Saint-Poix, Saint-Quentin-les-Anges, Saint-Sulpice, La Selle-Craonnaise, Senonnes, Simplé, Varennes-Bourreau et Villiers-Charlemagne.
Les communes de l'arrondissement de Château-Gontier qui faisaient partie du Maine étaient pour la plupart en pays d'élection angevin. Ainsi, Bouessay, Beaumont-Pied-de-Bœuf, Ballée, Le Buret, Préaux, Saint-Brice et Saint-Loup-du-Dorat étaient dans le pays de La Flèche. Saint-Charles-la-Forêt était dans le pays de Laval.

### Paysages
- Le Pays ardoisier (Renazé-Congrier), au relief vallonné et boisé orienté d'est en ouest, et caractérisé par le patrimoine industriel ardoisier ainsi qu'un maillage bocager peu développé et peu dense[1].
- Le Haut-Anjou mayennais (Pays de Craon et Château-Gontier), caractérisé par des paysages vallonnés où se développe une céréaliculture, faisant naître des paysages ouverts au réseau bocager déstructuré. Les villages, le long des axes de communication, sont fortement influencés par l'architecture angevine[1].

## Économie
Les municipalités de la Mayenne angevine se sont regroupées en quatre communautés de communes.
- Communauté de communes du Pays de Château-Gontier, Communauté de communes du Pays du Craonnais, Communauté de communes de la Région de Cossé-le-Vivien, Communauté de communes de Saint-Aignan - Renazé.